# Jochen Gerz
Jochen Gertz

Link zum Bild

Jochen Gerz (* 4. April 1940 in Berlin) ist ein deutscher bildender Künstler und Konzeptkünstler, der sein Leben zum großen Teil in Frankreich (1966 bis 2007) verbracht hat. Sein Werk dreht sich um das Verhältnis von Kunst und Leben, Geschichte und Erinnerung, um Begriffe wie Kultur, Gesellschaft, öffentlicher Raum, Partizipation und öffentliche Autorschaft. Nach literarischen Anfängen arbeitet Gerz in verschiedenen künstlerischen Disziplinen und mit unterschiedlichen Medien. Gleich ob es sich dabei um Text, Fotografie, Video, Künstlerbuch, Installation, Performance oder seine Autorenprojekte und -prozesse im öffentlichen Raum handelt, im Zentrum der Arbeit steht die Suche nach einer Kunstform als Beitrag zur res publica und zur Demokratie. Seit 2007 lebt Jochen Gerz, der bereits 1980 in Dublin ausgestellt hatte, in Irland (Co. Kerry).

## Werdegang
Jochen Gerz, Sohn des Journalisten Alfons Gerz, kam als Autodidakt von der Literatur zur Kunst: Er begann Anfang der 1960er Jahre zu schreiben und zu übersetzen (Ezra Pound, Richard Aldington) und war zeitweise Auslandskorrespondent einer deutschen Presseagentur in London (1961–62). In Köln studierte er Germanistik, Anglistik, Sinologie, später dann in Basel Archäologie und Urgeschichte (1962–66). Nach seiner Übersiedlung nach Paris schloss er sich der Bewegung der Visuellen Poesie an.
In Paris nutzte er als Aktivist und Zeuge des Mai ’68 die neuen Freiräume zwischen den literarischen und künstlerischen Konventionen. Seit Ende der 1960er Jahre setzte er sich kritisch mit den Medien, den kommerziellen ebenso wie den künstlerischen, auseinander und verstand den Betrachter, die Öffentlichkeit, die Gesellschaft zunehmend als Teil des kreativen Prozesses. Seine Foto/Texte, Performances, Installationen und Arbeiten im öffentlichen Raum befragen die soziale Funktion der Kunst und den Anspruch der westlichen Kultur nach Auschwitz. Der Zweifel an der Kunst scheint in der Folge immer wieder auf und durchzieht die Arbeit von Gerz bis heute.
Mit seinem Beitrag zur 37. Biennale in Venedig 1976, wo er zusammen mit Joseph Beuys und Reiner Ruthenbeck den deutschen Pavillon bespielte, und mit seinem Beitrag zur documenta 6 (1977) und documenta 8 (1987) in Kassel erlangte Jochen Gerz internationale Anerkennung in der Kunstwelt, die zu zahlreichen Retrospektiven seiner Arbeit in Europa und Nordamerika führte (Hamburger Kunsthalle, Centre Pompidou Paris, Corner House Manchester, Vancouver Art Gallery, Newport Habour Art Museum u. a.). Im Jahr 1980 stellte er in Dublin aus. Ab Mitte der 1980er Jahre kehrte er jedoch mehr und mehr in den öffentlichen Raum zurück und ließ in den 1990er Jahren den Kunstmarkt und das Museum zunehmend hinter sich.
Seit 1986 hat Gerz zahlreiche (Anti-)Monumente realisiert, die die Tradition des Gedenkens thematisieren, unterwandern und die Öffentlichkeit zum kreativen Vortex seiner Arbeit machen. Seine Autorenprojekte und partizipatorischen Prozesse im öffentlichen Raum seit der Jahrtausendwende vollziehen eine radikale Transformation des Verhältnisses zwischen Kunst und Betrachter.

## Schreiben
Die Tätigkeit des Schreibens und die Frage: „was heißt Schreiben?“ zieht sich von Anfang an wie ein roter Faden durch das Werk. Sie ist geprägt vom Zweifel an der Sprache, spielt mit ihrer repräsentativen Funktion und bricht mit ihrer diskursiven Linearität. Zahlreiche seiner Manuskripte hat Gerz handschriftlich in Spiegelschrift verfasst, was ihre Lesbarkeit erschwert und das Wort als Objekt, als Medium kenntlich macht, das sich trennend vor die Wirklichkeit schiebt, und hinter dem die Lebensäußerung und -zeit verschwindet.
1968 gründete Gerz zusammen mit Jean-François Bory den alternativen Verlag „Agentzia“, in dem frühe Werke von Künstlern (Maurizio Nannucci, A.R. Penck, Franco Vaccari, Manfred Mohr u. a.) ebenso wie Autoren der „Visuellen Poesie“ erschienen sind. Die eigene Arbeit beschrieb er damals als „Progressionstexte: vom Papier-weg Texte, zu Plätzen-Strassen-Häusern-Menschen-hin Texte und wieder-ins-Papier-zurück Texte. Sie nisten im Buch wie Parasiten. Sie konstituieren sich nicht auf dem Papier, finden überall, jederzeit und öffentlich statt. Sie haben unzählige anonyme Autorenleser.“ In dieser Formulierung ist der Weg vorgezeichnet zum Text als Teil der bildenden Kunst und der Kunst als einem kritischen, partizipativen Beitrag zum öffentlichen Raum und zur Gesellschaft.
Obwohl seine Texte im Kontext und als Teil der künstlerischen Arbeiten entstehen, werden sie auch für sich genommen hoch eingeschätzt. „Das umfangreichste und reichste dieser Bücher“, schreibt Petra Kipphoff zu dem parallel zur Installation auf der Biennale in Venedig 1976 entstandenen Buch Die Schwierigkeit des Zentaurs beim vom Pferd steigen, „ist Reflexion und Rechenschaftsbericht einerseits, eine Aphorismensammlung andererseits, die in der Verzweigtheit der filigranen Formulierungen in der zeitgenössischen Literatur nicht ihresgleichen hat.“

## Frühe Arbeiten im öffentlichen Raum
1968 begann Jochen Gerz, den öffentlichen Raum für seine Arbeit zu erschließen. Er konfrontiert sie mit der Wirklichkeit des täglichen Lebens. In einem Interview 1972 bezeichnet er sich selbst nicht als Schriftsteller oder Künstler, sondern als „einer, der sich veröffentlicht“.

### Achtung Kunst korrumpiert (1968)
1968 brachte Gerz einen kleinen Aufkleber mit den Worten „Achtung Kunst korrumpiert“ an Michelangelos „David“ in Florenz an und legte „damit den Grundstein für ein künstlerisches Schaffen, das sich bewusst den Kategorien zu entziehen sucht und Eingriffe und Übergriffe wagt, die einer strengen Gattungsordnung entgegenstehen. „Achtung Kunst korrumpiert“ ist eine Arbeit, die sich sowohl an die Kunst richtet als auch an das, was über die Kunst hinaus weist; ein einziger Satz, eine einzige Geste machen deutlich, dass die Bedingungen für eine Kunst nach ’68 sich eben nicht mehr allein aus der Kunst ableiten.“

### Das Buch der Gesten (1969)
Anlässlich der Ausstellung „Intermedia“ (1969) wurden von Dächern der Heidelberger Innenstadt Karten abgeworfen, die die Aufmerksamkeit der Passanten und zufälligen Leser in der Straße auf das eigene Leben lenkten: „Wenn Sie die obige Nummer auf einer blauen Karte gefunden haben, so sind Sie der Teil eines Buches an dem ich schon seit langem schreibe, der mir bisher fehlte. Ich möchte Sie daher bitten, den heutigen Nachmittag in Heidelberg so zu verbringen, als wäre nichts geschehen und durch diese Mitteilung Ihr Verhalten nicht beeinflussen zu lassen. Nur so kann es mir gelingen, das Buch zu Ende zu schreiben, das ich Ihnen, meiner wiedergefundenen Gegenwart widmen möchte.“

### Ausstellung von 8 Personen, wohnhaft in der Rue Mouffetard in Paris, mittels ihrer Namen auf den Mauern ihrer eigenen Straße (1972)
Zahlreiche Arbeiten der späten 1960er und der 1970er Jahre befassen sich mit der Qualität von „Öffentlichkeit“ im Verhältnis zum „Privaten“ als dem vermeintlichen Ort von Authentizität. In Zusammenarbeit mit Studenten der École Nationale Supérieure des Arts Décoratifs wurden 1972 acht zufällige Namen von Bewohnern der Rue Mouffetard in Paris in ihrer eigenen Straße plakatiert. Die kontroversen Reaktionen, von der Wertschätzung bis zur Entfernung des Plakats mit dem eigenen Namen rührten wohl auch daher, dass mit dem persönlichen Namen der „Tempel des nicht-öffentlichen Raums“ ausgestellt wurde.

### Ausstellung von Jochen Gerz neben seiner fotografischen Reproduktion (1972)
1972 stand Gerz in Basel in einer Straße der Innenstadt zwei Stunden lang neben einer Fotografie seiner selbst. Diese Performance, so Andreas Vowinckel, habe „mehr als andere Arbeiten das Wahrnehmungsverhalten des Betrachters und zufälligen Passanten auf der Straße offengelegt. Dieser schenkt dem reproduzierten Abbild auf dem Plakat mehr Aufmerksamkeit und Vertrauen als dem Menschen Jochen Gerz, der real neben seinem Abbild steht. Dieses Verhalten bestätigt die Suggestion, die Suche nach dem Rätsel,  die Sehnsucht nach einem Geheimnis, das die Realität verweigert.“ Die Reproduktion verdrängt das Original. "Den Medien den Rücken kehren", hat Gerz notiert, "man kann es nicht."

## Bild und Text
Seit Mitte der 1960er Jahre beschäftigte sich Jochen Gerz mit der Dialektik zwischen Bild und Text. Befanden sich die beiden „ungleichen Geschwister“ im Rahmen der Visuellen Poesie noch im „spielerischen Miteinander“, so unterliegen sie in den „Foto/Texten“ seit 1969 einer fast systematischen Hinterfragung. Gerz arbeitet im Zwischenraum zwischen den Medien und schafft zwischen Fiktion und Wirklichkeit ein poetisches Niemandsland, das der Betrachter oder Leser nur selbst (mit dem eigenen Leben) füllen kann. In den „Mixed Media Fotografie“-Arbeiten der 1980er und 1990er Jahren zeigen sich dagegen immer neue Aneignungen und Verbindungen zwischen Text und Bild, in denen heute selbstverständliche technologische Entwicklungen und Möglichkeiten der digitalen Medien – die Annäherung bis zur Fusion von Bild und Text – vorweggenommen sind.

### Foto/Text
Mit der Kamera sucht Gerz keine ausgesuchten oder seltenen Motive, seine Fotos wirken eher beiläufig und alltäglich. "Schon vom Einsatz der Mittel her", so Herbert Molderings, "wird deutlich, dass es nicht darum gehen kann, dem bestehenden Reservoir an Reproduktionen der Welt wieder neue, wieder andere ästhetisch ausgewogene und symbolisch verdichtete Fotos hinzuzufügen, sondern dass hier die Tätigkeit des Fotografierens selbst und ihr Platz im alltäglichen kulturellen Verhalten (die ›Verstrickung in seine eigene Beziehung zum Apparat‹) zu denken geben." Die unscheinbaren, wie zufällig entstandenen Fotografien stehen neben Texten, die seltsam kontextlos in unbestimmter Nähe sich zueinander „verhalten“, ohne dass die Natur dieses Verhaltens trotz der Nähe sichtbar würde. Die Texte als Legende beschreiben, ergänzen oder erklären nicht die Bilder, und die Fotos illustrieren nicht den Text.
„Die Zeit der Beschreibung“ (1974) versammelt die frühen Foto/Texte in Buchform, in vier Bänden, bei Klaus Ramm erschienen, jedes mit einem Nachwort von Helmut Heißenbüttel. Darin finden sich Schwarz-Weiß-Fotografien, datierte handschriftliche und maschinenschriftliche Texte und jeweils der Authentizitäts-Stempel: „o gelebt  o nicht gelebt“ mit der Möglichkeit zum Ankreuzen. Die Doppeldeutigkeit des Titels, in dem „Beschreibung“ einerseits als „Deskription“ (Wiedergabe), andererseits als „Schreibakt“ aufgefasst werden kann, weist auf die Zwiespältigkeit des Versuchs hin, die lebendige Erfahrung in Bild und Text zu fixieren. An den Foto/Texten wird deutlich, dass das Themenfeld von Erinnerung, Zeit, Vergangenheit und Geschichte nicht nur als Gegenstand von "Erinnerungsarbeiten" wie den späteren Mahnmalen (Anti-Monuments), sondern auf vielen Ebenen im Werk von Jochen Gerz präsent ist.
Die 88-teilige Arbeit „The French Wall“ (1968–75) mischt und testet Schrift/Text/Foto/Bild/Fundstücke/Abdeckfarbe in immer wieder anderer Konstellation. Sie ist in Prement/Aisne entstanden, einer ländlichen Region am Rande der Champagne, in die sich Gerz zwischenzeitlich aus Paris zurückgezogen hatte, um die „Gesellschaft zum praktischen Studium des täglichen Lebens“ zu gründen. Mit den allereinfachsten Mitteln wurde ein umfassendes bildnerisches und reflexives Kompendium geschaffen und eine detaillierte „Spurensicherung“ unternommen. Die ironische Anspielung des Titels auf die „französische Hängung“ barocker Bildergalerien lässt die Arbeit zugleich als eine große Anschlagtafel mit Kommentaren, Glossen und Beobachtungen zur Kunst, Kultur, Politik und ebenso zur Alltagswelt im französischen Umfeld erscheinen.
Zudem wurde vom 28. September bis 20. November 1977 ein von Gerz illustriertes Plakat aus "Jochen  Gerz – Exit Materialien zum Dachau-Projekt" in der Münchener Städtischen Galerie im Lenbachhaus und Kunstbau präsentiert.

### Mixed Media Fotografie
"Le Grand Amour (Fictions)" ist ein zweiteiliger Zyklus aus dem Jahr 1981/82, in dem den Bildern der "großen Liebe" ("Fiktion" ist der Untertitel der Arbeit) grobkörnige Porträts der sterbenden Mutter gegenübergestellt werden. Mit der Wahl sehr persönlicher Themen scheint erstmals ein deutlicher Bezug zwischen Foto und Text erkennbar zu werden, doch trotz des intimen Anscheins bleiben sie einander äußerlich, das Verhältnis bleibt in der Schwebe, unaufgelöst.
In der Folge entstehen zahlreiche Mixed Media Fotografie-Arbeiten mit Montagen und Überblendungen, bei denen sich Bild und Text überlagern, durchdringen und komplexe Bildbeziehungen eingehen. Die Medien gehen dabei als Bild- und Informationselemente so weit aufeinander zu (und ineinander über), dass sie jede signifikative Eigenschaft einzubüßen scheinen und nur noch als Teil der Erinnerung des Betrachters identifiziert werden können. Auch hier geht es um die kulturelle Überformung von Erfahrungen und Erinnerungen. Wie weit diese Entfremdung gehen kann, macht „It Was Easy #3“ (1988) deutlich, eine von zehn Wandarbeiten, die zwei Wolkenbänder zeigt, das eine gespiegelt und als Negativ des Anderen. Vertikal gestellt wird aus Wolken aufsteigender Rauch. Auf zwei Sprachbändern ist zu lesen: „It was easy to make laws for people“ und „It was easy to make soap out of bones“.

## Performance
Der performative Aspekt der Arbeit – vom Schreiben, den ersten partizipatorischen Arbeiten im öffentlichen Raum der sechziger Jahre, über die Foto/Texte, die Mixed-Media-Fotografie oder die Installationen bis hin zu den Autorenprojekten seit den neunziger Jahren – ist überall präsent im Werk von Jochen Gerz. Das gilt besonders für die Performances mit oder ohne Publikum, gleich ob im Ausstellungsraum von Galerien und Museen oder im öffentlichen Außenraum.

### Rufen bis zur Erschöpfung (1972)
Auf dem Baugelände des späteren Flughafens Charles de Gaulle rief Jochen Gerz 1972 aus einer Entfernung von 60 Metern Richtung Kamera und Mikrofon bis zum Versagen der Stimme. Die Performance ohne Publikum ist durch ein 18-minütiges Video dokumentiert, das den Prozess in Echtzeit wiedergibt. Sie zeigt ein Duell zwischen dem Künstler (dem „Original“) und dem Mechanismus der medialen Reproduktion, bei dem die Maschine letztlich die Oberhand gewinnt.

### Prometheus (1975)
Der medienkritische Aspekt steht auch bei „Prometheus“ (1975) im Vordergrund, einem der „Griechischen Stücke“, die sich (selbst)ironisch mit der europäischen Kultur der Repräsentation auseinandersetzen. Mit Hilfe eines Spiegels lenkte der Künstler Sonnenlicht auf das Objektiv einer Video-Kamera, die ihn filmte. Durch die Überbelichtung wurde das aufgenommene Bild nach und nach gelöscht. "Das Medium blenden mit Licht", schreibt Gerz zu dieser Performance, oder auch: "P. ist der Mann, der sich dagegen wehrt, abgebildet zu werden. (…) Denn es gibt nur ein echtes Bild, und das sind wir selbst".

### Der Transsib.-Prospekt (1977)
Auch der Beitrag von Jochen Gerz zur documenta 6 bestand in einer Performance ohne Publikum: einer Zugfahrt mit dem Transsibirien-Express. Während der 16 Tage dauernden Reise von Moskau bis Chabarowsk und zurück blieb das Fenster abgedeckt, so dass nichts von außen im Abteil sichtbar war. Für jeden Tag hatte er eine Schiefertafel (60 × 60 cm) dabei, auf die er seine Füße stellte. Aufzeichnungen, die während der Reise entstanden, wurden vernichtet. Auf der documenta in Kassel war 1977 ein Raum mit 16 Stühlen zu sehen, vor denen jeweils eine Schiefertafel mit Fußabdrücken lag. „Gelebte Zeit lässt sich nicht vorzeigen“, heißt es im Katalog. Ob die Reise tatsächlich stattgefunden hat oder ob das Konzept direkt zur Installation in der Ausstellung führte, bleibt für den Betrachter offen. Diese Arbeit kann als eine frühe Kritik der Konzeptkunst gesehen werden.

### Biennale Sydney (1978)
Im Jahr 1978 nahm Gerz an der Biennale of Sydney teil.

### Purple Cross for Absent Now (1979)
In der Münchner Städtischen Galerie im Lenbachhaus wurden 1979 zwei Videokameras, Monitore und ein Gummiseil installiert, das den Raum in zwei Hälften teilte. Die Sichtachse der beiden Monitore und die des Seils bildeten eine Kreuzform. Das eine Ende des gespannten Seils war in der Wand verankert, das andere durchquerte die gegenüberliegende Wand und war, für das Publikum nicht sichtbar, im Nebenraum am Hals von Gerz befestigt. Berührte jemand das Seil, wirkte sich die Handlung am Hals des Künstlers (schmerzhaft) aus. Auf den Monitoren war die Wirkung zu sehen. Die Performance spielte sich als „Akt der Bewusstwerdung ab, in der das Publikum das Zuschauen, die eigene Beteiligung an dem Geschehen und die eigene Verantwortung begreift.“ In mehreren Fällen wurde die Performance abgebrochen, indem Anwesende oder auch Organisatoren das Seil durchschnitten. Die Arbeit zielt auf die „anästhetisierende Wirkung der Medien, das durch sie bewirkte Übergewicht der Welt der Repräsentation, die eine die Wirklichkeit aufzehrende Autonomie erlangt.“

## Installation
In den 1970er und 1980er Jahren sind zahlreiche Installationen entstanden, die in europäischen, aber auch nordamerikanischen und australischen Museen und öffentlichen Galerien den eigenen Museumskontext thematisieren, darunter die Serie der zehn „Griechischen Stücke“ (1975–78). Sie umspielen in vielfältig gebrochener Weise die griechische Mythologie, während die Serie der darauf folgenden neun „Kulchur Pieces“ (nach Ezra Pounds On Kulchur) von 1978 bis 1984 die humanistische Überlieferung und die „multinationale“ westliche Kultur (Kolonialismus) persiflieren.

### EXIT – Materialien zum Dachau-Projekt (1972/74)
Die Installation „EXIT – Materialien zum Dachau-Projekt“ (1972/74) besteht aus zwei Reihen von Tischen und Stühlen, die von schwachen Glühlampen beleuchtet werden. Zu hören ist das Atmen eines Läufers, das Klappern elektrischer Schreibmaschinen und in Intervallen das Geräusch des Auslösers einer fotografischen Kamera. Auf den Tischen liegt ein Exemplar des gleichen Ordners mit 50 Fotografien, die bei einem Besuch des ehemaligen Konzentrationslagers Dachau entstanden sind und die Sprache des Museums dokumentieren. Das Kompendium der Hinweistafeln, Wegweiser und Verbotsschilder legt einen emotionalen und mentalen Parcours fest, den der Besucher der Gedenkstätte durchläuft, und der die Kontinuität der Sprache zwischen Konzentrationslager und Museum als etwas Unausweichliches erlebbar macht.
"Wenn heute das der Bequemlichkeit dienende Museumsstichwort ›Exit-Ausgang‹ an den Türen hängt", so Gottfried Knapp, "die einst direkt und unausweichlich in den Tod geführt haben, dann bekommt die unbedachte, durch Diskrepanz verzerrte Analogie der Verweisungssysteme eine makabre Dimension." Kontroverse Eintragungen im Besucherbuch des Badischen Kunstvereins in Karlsruhe und des Lenbachhauses in München zeugen von der Intensität der Reaktion und der Verunsicherung der Betrachter durch EXIT in den siebziger Jahren. Barbara Distel, die damalige Leiterin der Gedenkstätte, warf EXIT vor, den Begriff Museum, und die Bitte an die Besucher, die Würde der Stätte zu bewahren, zu skandalisieren. Gerz selbst hat die Arbeit als Museums- und vor allem als Sprachkritik apostrophiert, es geht ihm um die unentrinnbare Kontinuität der Sprache in zwei widersprüchlichen Systemen, der Diktatur und der Demokratie.

### Leben (1974)
1974 schrieb Jochen Gerz mit Kreide das Wort „leben“ während sieben Stunden auf den Boden eines Ausstellungsraumes (9 × 7 m) des Kunstmuseum Bochum. An der Stirnwand des Raumes war eine Schrifttafel installiert. Wer den Text entziffern wollte, musste den Raum durchqueren und dabei auf die Schrift am Boden treten, die durch die Schritte der Besucher nach und nach verwischt und gelöscht wurde. Um es als Ganzes zu sehen, musste das Publikum das Werk zerstören. Auf der Tafel war zu lesen: „An dieser Stelle überfiel sie die gleiche Ratlosigkeit noch einmal. Nichts tat sich. Man hätte sie durchaus für einen Zuschauer halten können, wäre da nicht etwas übrig geblieben wie ein inwendiges Zittern: das vorweggenommene Echo.“

### Die Schwierigkeit des Zentaurs beim vom Pferd steigen (1976)
Einer der wichtigsten Beiträge von Jochen Gerz war 1976 auf der 37. Biennale in Venedig zu sehen, zu der Klaus Gallwitz neben Joseph Beuys und Reiner Ruthenbeck den damals 36-Jährigen eingeladen hatte. Der neun Meter hohe und sieben Meter lange Zentaur, eine mit fotografischer Abdeckfarbe eingefärbte Holzkonstruktion, war durch eine Wand zwischen zwei Räumen des deutschen Pavillons geteilt. Der größere Teil war unten mit einer Klappe versehen, durch die der Künstler in den Raum im Inneren der Skulptur gelangen konnte, in dem er sich mehrere Tage aufhielt. Das gleichnamige Originalmanuskript zur Arbeit in Spiegelschrift wurde auf sechs Pulten gezeigt.
Wie in anderen seiner "Griechischen Stücke" macht Gerz die griechische Mythologie zum Ausgangspunkt seiner den Kultur-Konsumismus konterkarierenden Installationen und Performances. Er treibt die antike Sage nicht als humanistisches Bildungsgut voran, sondern verweist auf den Apparat Kultur als etwas vom wirklichen Leben Trennendes. "Der Zentaur von Jochen Gerz ist", so Karlheinz Nowald, "der Kulturmensch, der Schwierigkeiten hat, von seiner Zivilisation loszukommen". Die Installation befindet sich heute im Museum Wiesbaden.

### News to News (Ashes to Ashes) (1995)
Beim Eintreten in einen verdunkelten Raum fällt der Blick auf ein schwarzes „Bild“, das von einem vibrierenden Licht umgeben vor der Wand zu schweben scheint. Es handelt sich um 16 Monitore, die kompakt als rechteckiger Block im Abstand von 30 Zentimetern – mit der Bildseite zur Wand – installiert sind. Ein knisterndes Brandgeräusch ist hörbar, das unwillkürlich Feuer und Bedrohung suggeriert. Wer einen Blick hinter das Tableau wagt, stellt fest, dass die Monitore 16 Kaminfeuer zeigen. Die Banalität der heimischen Idylle enttäuscht. Sie steht im Widerspruch zum Spektakel von Faszination und Schrecken, das die Verheimlichung der Wirklichkeit erzeugt. Auf der Wand ist ein Text in Spiegelschrift angebracht: „Les derniers mots, illuminati.“

### THE WALK – keine Retrospektive (2018)
2018 wurde Jochen Gerz zu einer Retrospektive im Lehmbruck Museum Duisburg eingeladen. Seit über 15 Jahren hatte er der von ihm oft kritisierten Institution Museum den Rücken gekehrt. Das war der Grund, warum diese Einladung für ihn zum Auftrag für eine neue Arbeit im öffentlichen Raum wurde. Anstelle einer Retrospektive – kein einziges Werk war im Original zu sehen – entstand der e_Catalogue Raisonné des Künstlers, der alle Arbeiten von Gerz jederzeit und überall online zugänglich macht. THE WALK, ein 100 Meter langer Steg führte in wechselnder Höhe an der Glasfassade des Museums entlang. Auf der war ein monumentaler Text zu lesen („Contemporaneities“), der das Leben und Werk des Künstlers mit acht Dekaden Zeitgeschichte verbindet. Ein Blick zurück, ein Blick von außen auf das Wirken von Kunst in die Stadt hinein, und ein utopischer Blick in Richtung Zukunft der Zivilgesellschaft.

## Autorenprojekte und Kooperationen
Jochen Gerz wurde über die Kunstwelt hinaus einer breiteren Öffentlichkeit bekannt durch Arbeiten im öffentlichen Raum, die dank des Beitrags von Teilnehmern entstehen und nur durch diesen ermöglicht werden. Seit 1986 hat er zahlreiche Autorenprojekte realisiert, darunter mehrere ungewöhnliche (verschwindende und unsichtbare) Mahnmale im urbanen Kontext, die auch als „Counter-Monument“ oder Anti-Monument (James E. Young) bezeichnet werden. Diese Erinnerungsarbeiten weisen ihre Stellvertreterfunktion zurück. Sie geben den Auftrag an die Öffentlichkeit zurück, verbrauchen sich in der eigenen Zeitlichkeit und verschwinden, um in der scheinbaren Paradoxie eines „unsichtbaren Mahnmals“ neu zu erscheinen. Diese Arbeit mit und in der Öffentlichkeit trägt die Idee der "Sozialen Plastik" von Joseph Beuys weiter. 1995 nennt Gerz sein erstes Internetprojekt, bei dem die Teilnehmer auf eine Frage über Kunst und Leben antworten können „The Plural Sculpture“.

### Mahnmal gegen Faschismus, Hamburg-Harburg (1986)
Das „Mahnmal gegen Faschismus“ (Hamburg-Harburg, 1986–93, zusammen mit Esther Shalev-Gerz) war ein soziales Experiment mit ungewissem Ausgang: „Entweder das Denk-Mal ‚funktioniert‘, d. h. es wird durch die Initiative der Bevölkerung überflüssig gemacht, oder es bleibt bestehen als Denk-Mal des Nichtfunktionierens, (als) Menetekel.“ Von der 1986 im Hamburger Stadtteil Harburg installierten 12 Meter hohen bleiummantelten Säule ist seit 1993 neben einer Hinweistafel nur noch eine 1 m² große bleierne Bodenplatte, der Deckel der Säule zu sehen. Das Mahnmal ist im Boden versenkt. Eine Fotosequenz dokumentiert den Prozess seines Verschwindens. Die Einladung zur Teilnahme lautete: „Wir laden die Bürger von Harburg und die Besucher der Stadt ein, ihren Namen hier unseren eigenen anzufügen. Es soll uns verpflichten, wachsam zu sein und zu bleiben. Je mehr Unterschriften der zwölf Meter hohe Stab aus Blei trägt, um so mehr von ihm wird in den Boden eingelassen. Solange, bis er nach unbestimmter Zeit restlos versenkt und die Stelle des Harburger Mahnmals gegen den Faschismus leer sein wird. Denn nichts kann auf Dauer an unserer Stelle sich gegen das Unrecht erheben.“
Die aktive Partizipation und die Aneignung, die im Einzelnen sehr unterschiedliche Formen annahm, hat das Verschwinden des sichtbaren Objekts im Laufe der Jahre bewirkt. Es wurde überzogen von ca. 70 000 Namen, Eintragungen und Graffiti (x liebt y oder „Ausländer raus!“) und deren Durchstreichungen. Auch Hakenkreuze und Schussspuren wurden in der Bleiummantelung gefunden. Der Künstler selbst kommentierte dies so: „Denn die Orte der Erinnerung sind Menschen, nicht Denkmäler.“ An anderer Stelle vermerkte er: „Als Spiegelbild der Gesellschaft ist das Monument im doppelten Sinn problematisch, da es die Gesellschaft nicht nur an Vergangenes erinnert, sondern zusätzlich – und das ist das Beunruhigendste daran – an die eigene Reaktion auf diese Vergangenheit.“

Mahnmal gegen Faschismus, Krieg, Gewalt, für Frieden und Menschenrechte – Harburg 1986
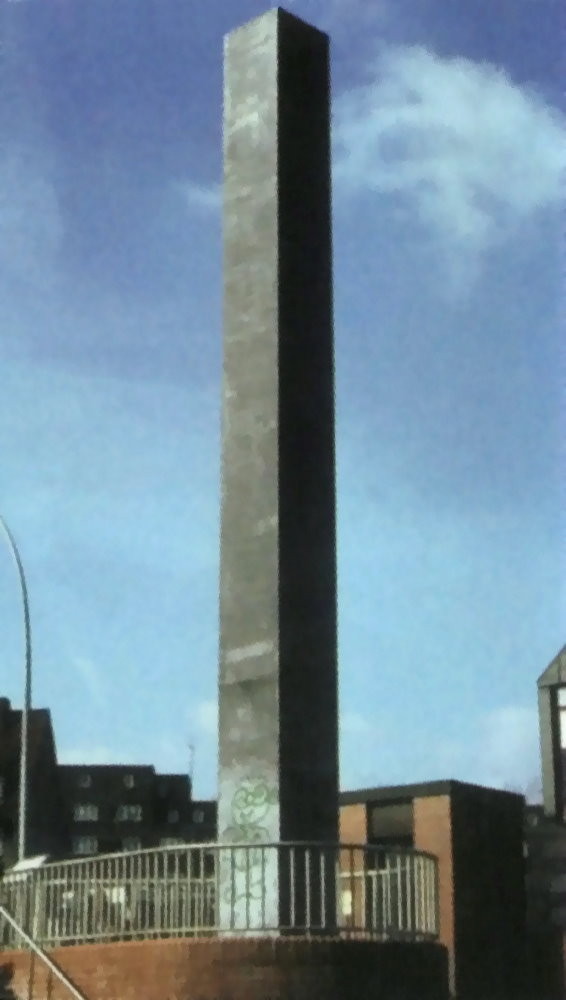
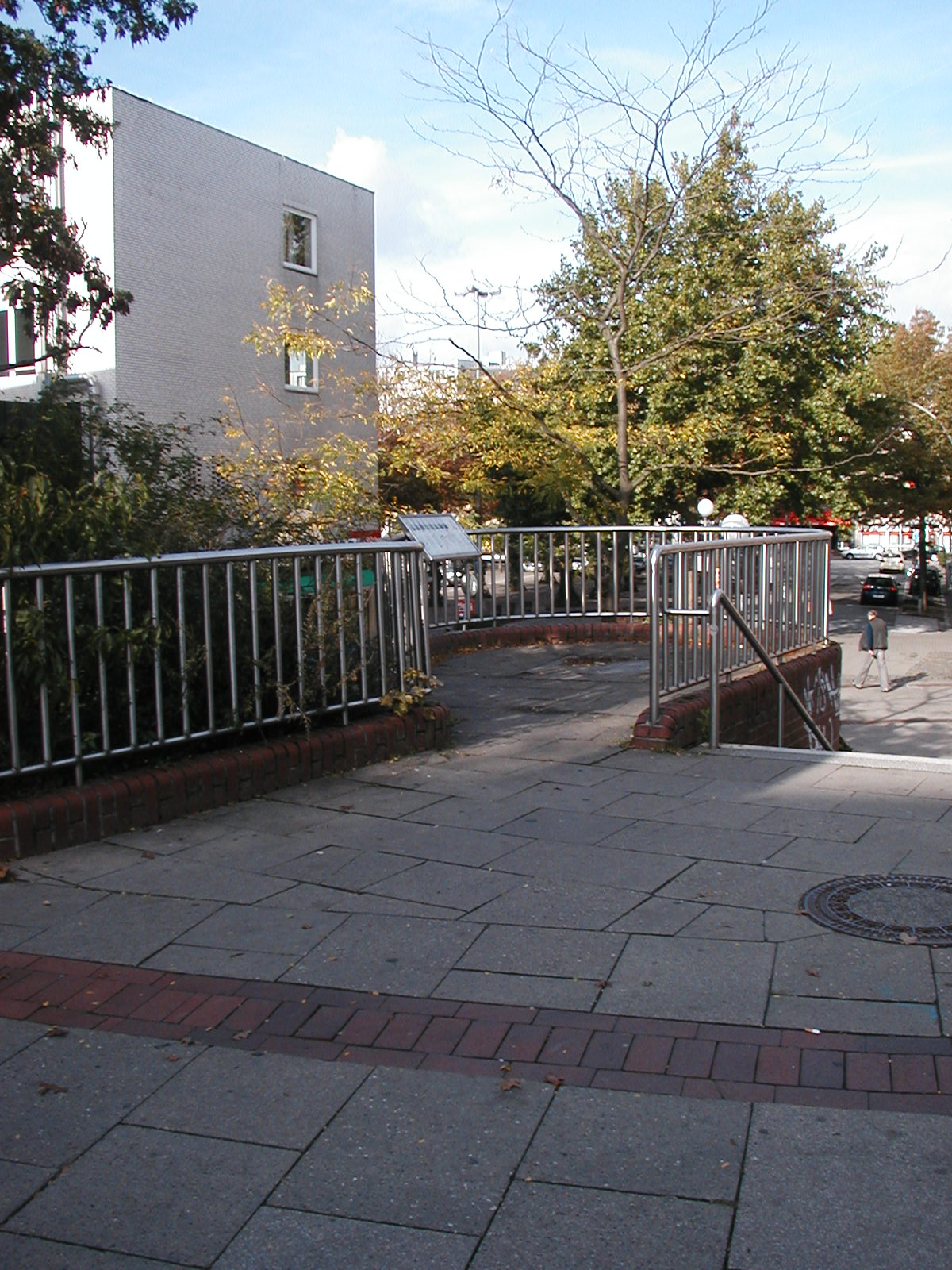
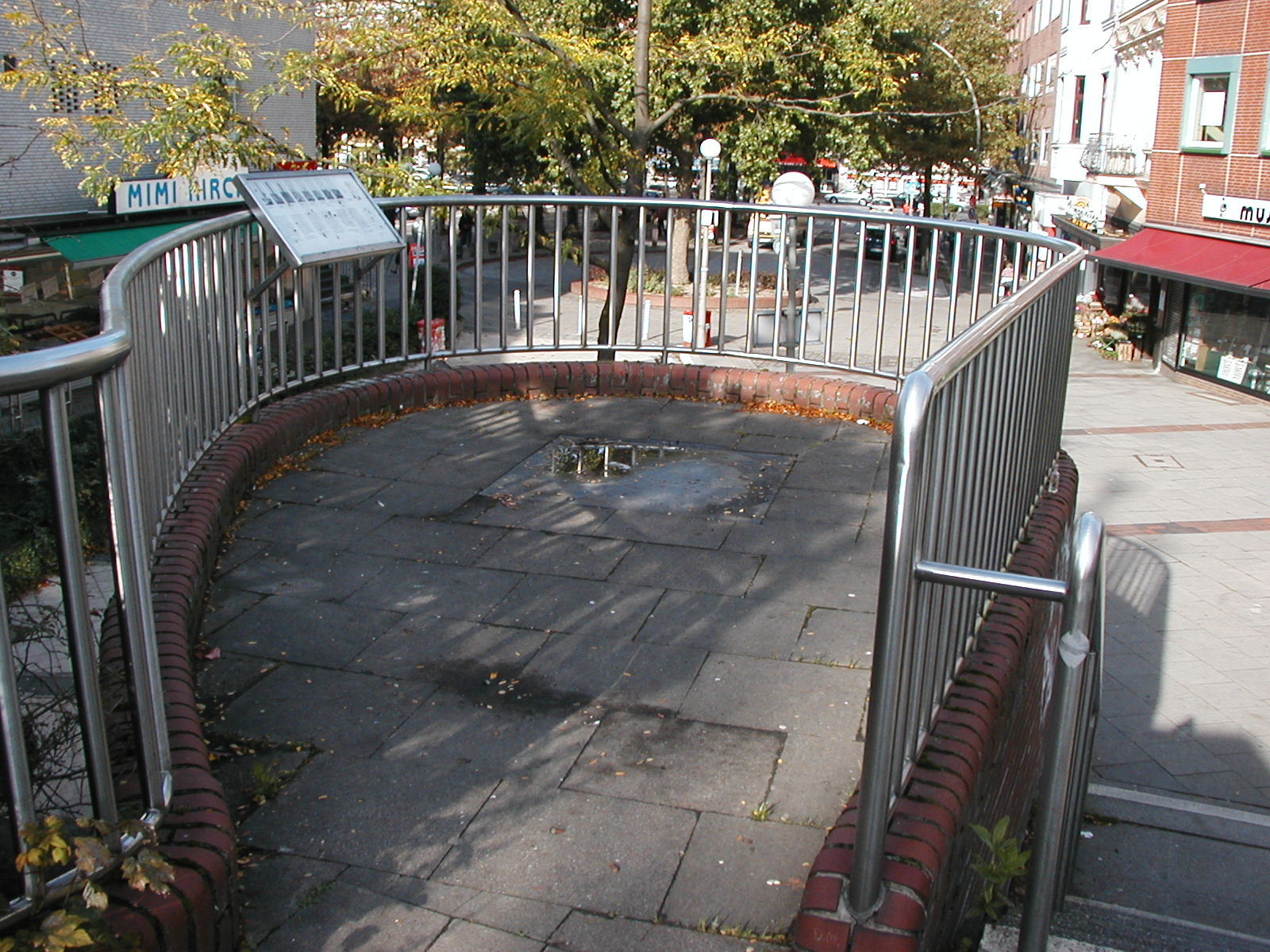
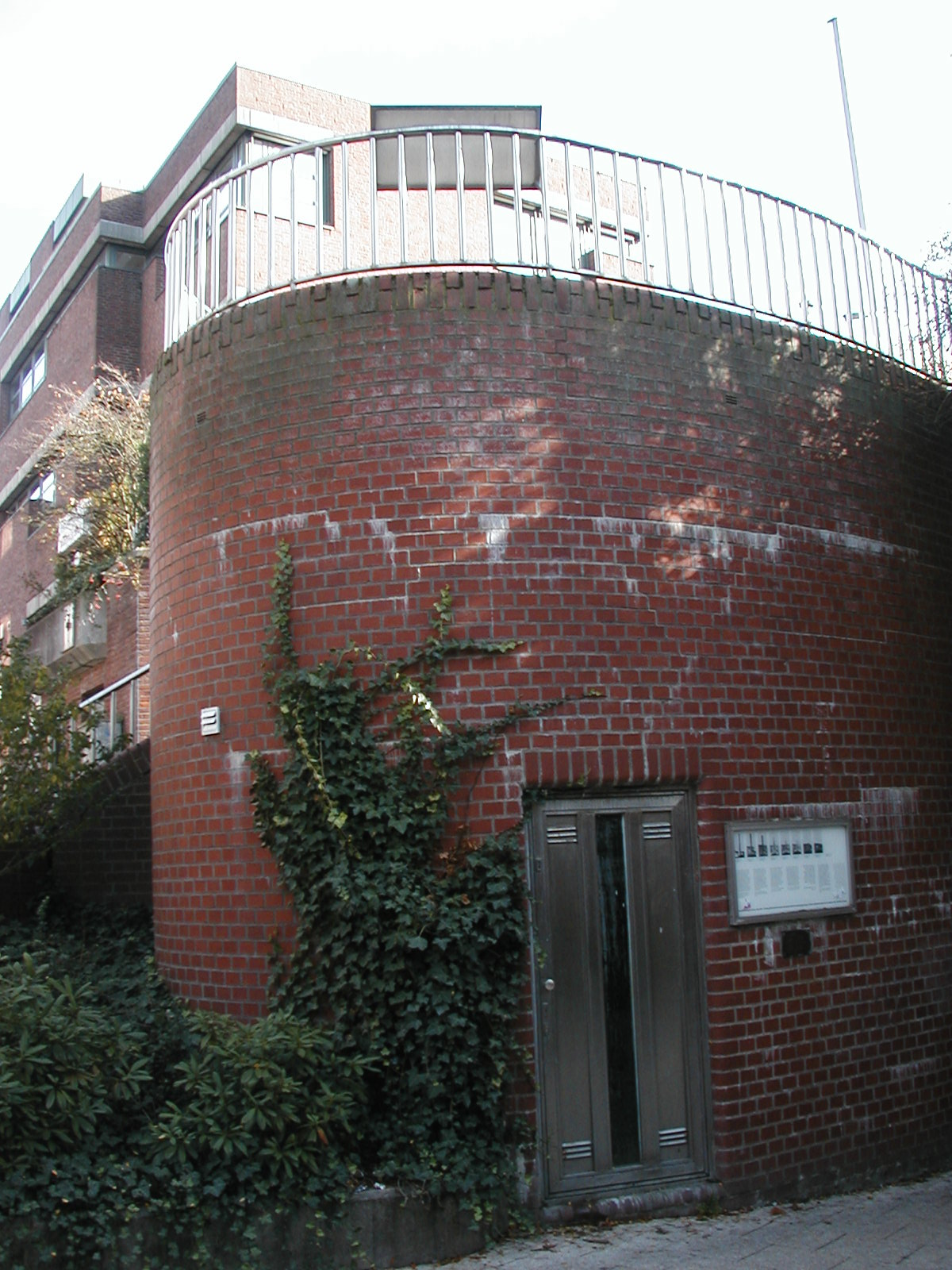
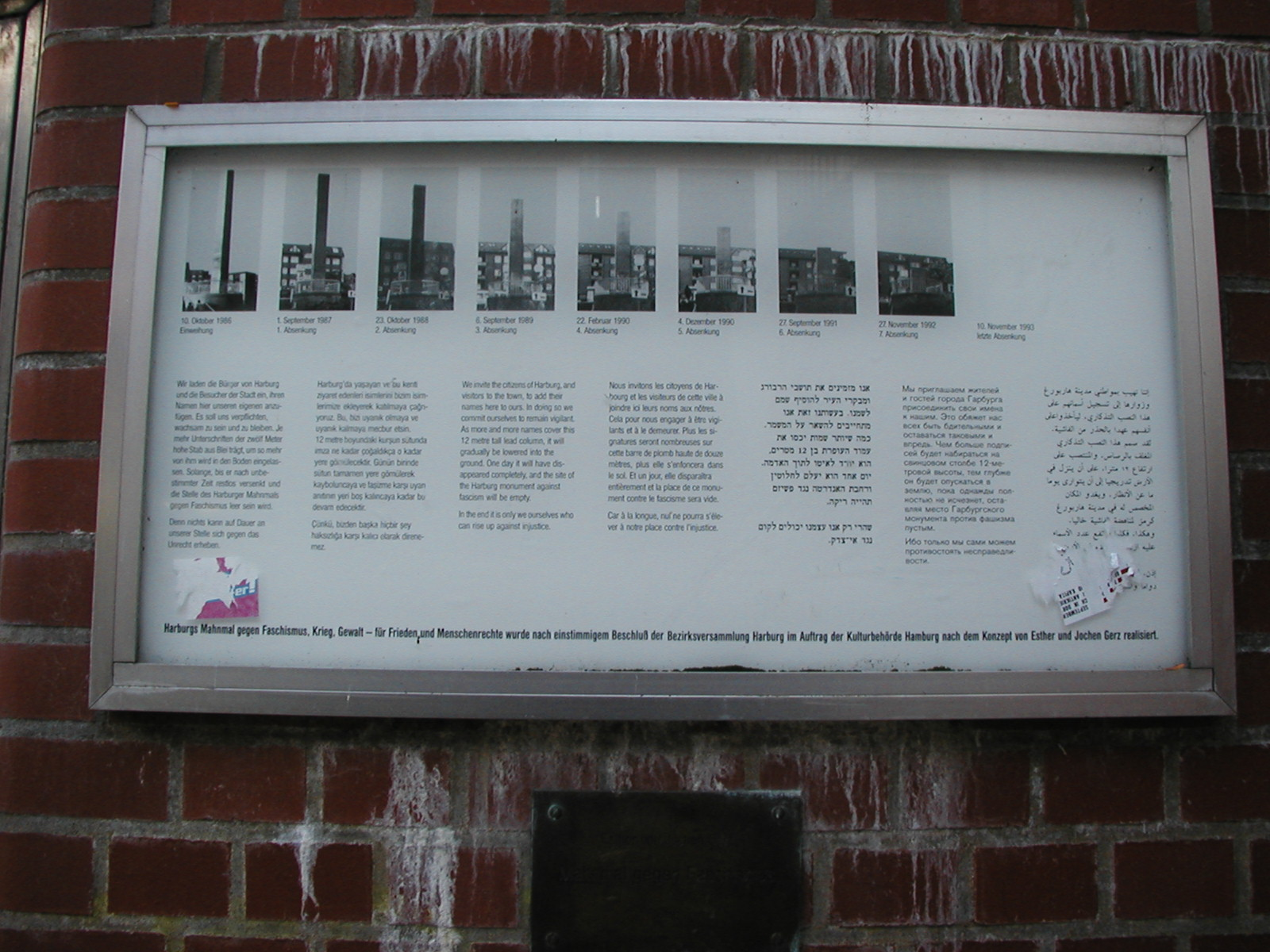

### 2146 Steine – Mahnmal gegen Rassismus, Saarbrücken (1993)
Ab April 1990 wurden alle 66 jüdischen Gemeinden in Deutschland (und der vormaligen DDR) kontaktiert und eingeladen, die Namen der Friedhöfe, auf denen bis 1933 bestattet wurde, als einen Beitrag zu einem Mahnmal zur Verfügung zu stellen. Gemeinsam mit einer Gruppe von acht Studenten der Hochschule der Bildenden Künste Saar entfernte Gerz in nächtlichen Aktionen über ein Jahr lang Pflastersteine aus der Allee des Saarbrücker Schlossplatzes, die zum Sitz des regionalen Parlaments und der vormaligen NS-Gauleitung führte. Die entfernten Steine wurden durch Placebos ersetzt. Die Studenten gravierten die Namen der jüdischen Friedhöfe, die von den Gemeinden kommuniziert wurden, in die Steine und setzten sie auf dem Schlossplatz wieder dort ein, wo sie entnommen worden waren. Die Steine wurden allerdings mit der Schrift nach unten platziert, so dass das Mahnmal unsichtbar blieb. Die Zahl der von den jüdischen Gemeinden in Deutschland genannten Friedhöfe wuchs bis Herbst 1992 auf 2146. Sie gab dem Mahnmal den Namen: "2146 Steine – Mahnmal gegen Rassismus Saarbrücken".
Wie das Mahnmal in Hamburg-Harburg ist das Saarbrücker Mahnmal nicht sichtbar, sondern muss in der eigenen Anschauung gedacht und realisiert werden. Anders als dieses ist es jedoch nicht als Auftragsarbeit entstanden, sondern als eine ursprünglich geheime und illegale Initiative, die erst nachträglich vom saarländischen Parlament legalisiert wurde. Der Saarbrücker Schlossplatz heißt heute Platz des Unsichtbaren Mahnmals.

### Bremer Befragung – SINE SOMNO NIHIL, Bremen (1995)
Bei der „Bremer Befragung“ handelt es sich um eine Skulptur, die zwischen 1990 und 1995 in Zusammenarbeit mit 232 Bremer Bürgern (von 50.000 Befragten) entstand. Voraussetzung für die Teilnahme war die Beantwortung von drei Fragen:
1. Zu welchem Thema sollte die Arbeit Stellung nehmen?
2. Glauben Sie, dass sich Ihre Vorstellungen mit Hilfe von Kunst verwirklichen lassen?
3. Möchten Sie an dem Kunstwerk mitarbeiten?

Die Beteiligten entschieden in sechs öffentlichen Seminaren, dass die Skulptur kein materielles Objekt sein musste. An dessen Stelle wurde ein Text und eine Glasscheibe in den Boden der Bürgermeister-Schmidt-Brücke über der Weser eingelassen, die man lesen kann, wenn man sich auf die Glasfläche hinauswagt, die seitlich als ein Refugium über die Brücke hinausragt. Auf der Bodenplatte steht geschrieben: „Die Bremer Befragung ist eine Skulptur, die aus den Bildern derer entsteht, die sie sich vorstellen. Alle, die das tun, sind ihre Autoren. Sie ist ihnen gewidmet und allen, die hier stehenbleiben und etwas sehen, das es nicht gibt.“

### Das Lebende Monument, Biron (1996)
Der Auftrag des französischen Kultusministeriums war ungewöhnlich. Ein deutscher Künstler sollte das Denkmal für die Gefallenen des Ersten und Zweiten Weltkriegs im Dorf Biron im Département Dordogne ersetzen, wo das Massaker der SS von 1944 noch in lebhafter Erinnerung war. Jochen Gerz ließ den Obelisk und die Tafeln mit den Namen der Gefallenen erneuern und stellte jedem Bewohner eine Frage, die unveröffentlicht blieb. Die 127 anonymen Antworten ließ er auf Emailleschilder brennen und auf dem neuen Obelisk anbringen. Drei Beispiele:
„Das Leben macht Sinn. Töten oder sein Leben wegzugeben ist dasselbe, es ist unsinnig, heute wie gestern. Das Leben ist alles: die Freude, das Glück, die Pflicht. Man darf es nicht in Gefahr bringen. Ich verstehe aber, dass die Leute, die den Krieg erlebt haben, das mit anderen Augen sehen. Trotzdem glaube ich nicht, dass ich meine Meinung ändern werde. Es stört mich überhaupt nicht zu wissen, dass andere hier wissen, was ich denke.“
„In einigen Philosophien ist es gleich, ob man vom Leben oder vom Tod spricht. In diesem Zusammenhang könnte man dieses Leben aufgeben, da es in jedem Fall in einer anderen Form weitergeht. Das soll nicht heißen, dass das, was wir jetzt leben, nicht wichtig sei. Jeder Augenblick zählt. Es gibt nur die Gegenwart, die zugleich die Vergangenheit und die Zukunft enthält. Das Opfer darf keinen Platz im Leben haben, es ist dumm, sich für jemanden oder etwas zu opfern.“
„Der Krieg ist nicht schön. Der richtet die armen Leute zugrunde. Der Frieden dauert nicht lange; Kriege hat es immer gegeben, das kann jederzeit wiederkommen: Die Front, der Tod, die Einschränkungen. Ich weiß nicht, was man für den Frieden tun kann. Alle Welt müsste einverstanden sein. Wenn man zwanzig ist, will man leben, und wenn man an die Front geht, geht man auf die Schlachtbank. Das Schlimmste ist, dass das etwas einbringt. Geschäfte machen mit dem Leben anderer Leute, wie jämmerlich das ist!“
Auch nach der Einweihung wuchs die Zahl der Schilder auf dem „lebenden Monument“. Neue und junge Einwohner beantworten die „geheime Frage“ und setzen den Dialog der Dorfbewohner mit ihrer Geschichte fort.

### WARUM – Realisierungsentwurf: Denkmal für die ermordeten Juden Europas, Berlin (1997)
Das Konzept, mit dem Jochen Gerz 1997 im Wettbewerb zum Denkmal für die ermordeten Juden Europas in Berlin unter die letzten vier Teilnehmer kam, versuchte nicht die Shoah darzustellen oder der Erinnerung daran eine gültige Form zu geben. Im "Raum der Antworten" sollten die Besucher der Gedenkstätte Stellung nehmen und die Frage beantworten: "Warum ist es geschehen?" Die Antworten würden von einem Roboter tags und nachts in den Betonboden des Geländes neben dem Brandenburger Tor eingeschrieben. 60-80 Jahre lang sollte das Mahnmal Baustelle bleiben, bis der zeitlich und räumlich umfangreichste Text der Geschichte – die Antworten der Besucher des Denkmals – die immense Fläche gefüllt hätten. Die Antworten sollten auch die jahrelange intensive Debatte widerspiegeln, die der Realisierung des Denkmals in der Deutschen Öffentlichkeit vorausgegangen war. Das Wort „Warum“ sollte als Neonschrift in den 39 Sprachen der verfolgten Juden Europas 16 Meter über dem Boden den Platz beleuchten. Das Werk wurde nicht realisiert.

### Das Berkeley Orakel – Fragen ohne Antwort (1997)
„Das Berkeley Orakel“ ist eine Hommage an die Studentenbewegung, die 1968 von Berkeley auf viele europäische Zentren übergriff. Heute sind viele der damals vertretenen Werte längst zum status quo geworden. Der Geist des Aufbruchs dagegen hat sich verflüchtigt. „In Erinnerung an die Zeiten des Fragens und der Veränderungen sind Sie eingeladen, dem Berkeley Oracle Ihre dringenden, unvergessenen, neuen oder nie gefragten Fragen zu stellen.“ Dieser Aufruf wurde 1997 über das Internet gestellt, auf einer gemeinsamen Website des Berkeley Art Museums und des ZKM in Karlsruhe. Schon Anfang der 1970er Jahre hatte sich Jochen Gerz mit der Kulturtechnik des Computers auseinandergesetzt („Diese Worte sind mein Fleisch & mein Blut“ 1971), und in den 1990er Jahren bedient er sich zunehmend auch der Möglichkeiten digitaler Kommunikation (z. B. „The Plural Sculpture“, 1995; „Die Anthologie der Kunst“, 2001). Mit „Das Berkeley Orakel“ spielt Gerz auf das Orakel von Delphi an. Ist das World Wide Web das neue Orakel?
Im Laufe von zwei Jahren gingen über 700 Fragen ein, aus denen Gerz etwa 40 auswählte und auf kleinen Tafeln in unterschiedlichen Bereichen im Berkeley Art Museums installieren ließ, im Ausstellungsraum, im Buchladen, in Treppenschächten, auf der Toilette u. a., um sie in Reflexionsorte und -momente zu verwandeln. „Da das Berkeley Orakel Antworten weder verspricht noch gibt, verlässt es den Bereich der Politik und geht in den Raum der Philosophie und Kunst über. Gerz lädt die Teilnehmer in einen Raum des die-Dinge-Hinterfragens ein und lässt sie dann einfach dort zurück. Es ist dies ein Raum, den Pyrron von Ellis „epoché“ nannte, ein Zustand der geistigen Schwebe, in dem man sich darüber im klaren ist, dass eine endgültige Erkenntnis der Dinge nicht möglich ist.“

### Les mots de Paris (2000)
Aus Anlass des neuen Millenniums realisierte Jochen Gerz für das französische Kulturministerium Die Wörter von Paris, eine Arbeit zur ebenso oft romantisierten wie tabuisierten Existenz der Obdachlosen. Waren sie früher als Clochards Gegenstand von Filmen, Gedichten, Chansons, sind sie heute als „SDF“ (sans domicile fixe) nicht nur aus der populären Kultur, sondern auch aus dem touristischen Zentrum der französischen Hauptstadt verbannt. Gerz stellte 12 Obdachlose als Teil des Kunstwerks für 6 Monate an und probte 3 Monate lang, zusammen mit Theaterleuten und Kunststudenten die Ausstellung der Obdachlosen auf dem meistbesuchten Platz von Paris, dem Vorplatz der Kathedrale Notre-Dame. In der ungewöhnlichen Ausstellung standen Pariser Passanten und Touristen aus aller Welt denen gegenüber, die unsichtbar geworden sind. Die Obdachlosen sprachen ohne Komplex von ihrem Leben „hinter dem Spiegel“ und fanden häufig ein überraschtes Publikum, das sich zögernd auf den Dialog über Armut, sozialen Ausschluss, aber auch über die Rolle der Kunst einließ.

### Future Monument, Coventry (2004)
Das "Zukunftsmonument" ist die Antwort der Bewohner von Coventry auf eine oft traumatische Vergangenheit. Es handelt von Feinden, aus denen Freunde werden. 6000 Bürger leisteten einen Beitrag, mit einer öffentlichen und zugleich persönlichen Aussage, der Antwort auf die Frage: „Wer sind die Feinde von gestern?“ Die Stadt erinnerte ihre Zerstörung im Zweiten Weltkrieg durch die deutschen Luftangriffe auf Coventry, zugleich entdeckte sie, wie viele Einwohner heute Migranten sind und was es bedeutet, Kolonie gewesen zu sein (England selbst steht an dritter Stelle). Auf acht Glasplatten im Boden vor dem gläsernen Obelisk sind die acht meistgenannten früheren Feinde verzeichnet:

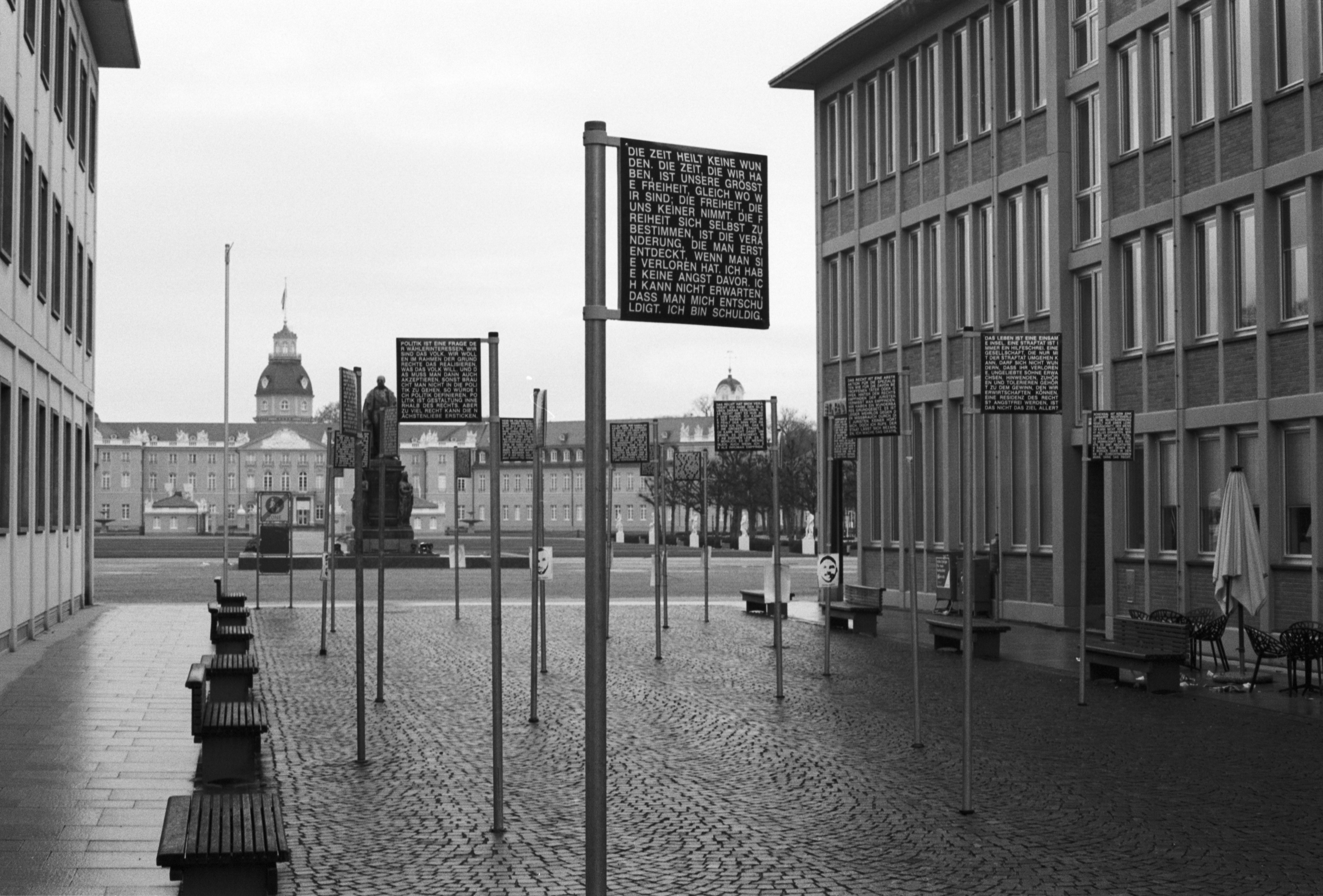
Jochen Gerz – Platz der Grundrechte

 Unseren deutschen Freunden
 Unseren russischen Freunden
 Unseren englischen Freunden
 Unseren französischen Freunden
 Unseren japanischen Freunden
 Unseren spanischen Freunden
 Unseren türkischen Freunden
 Unseren irischen Freunden

### Platz der Grundrechte, Karlsruhe (2005)

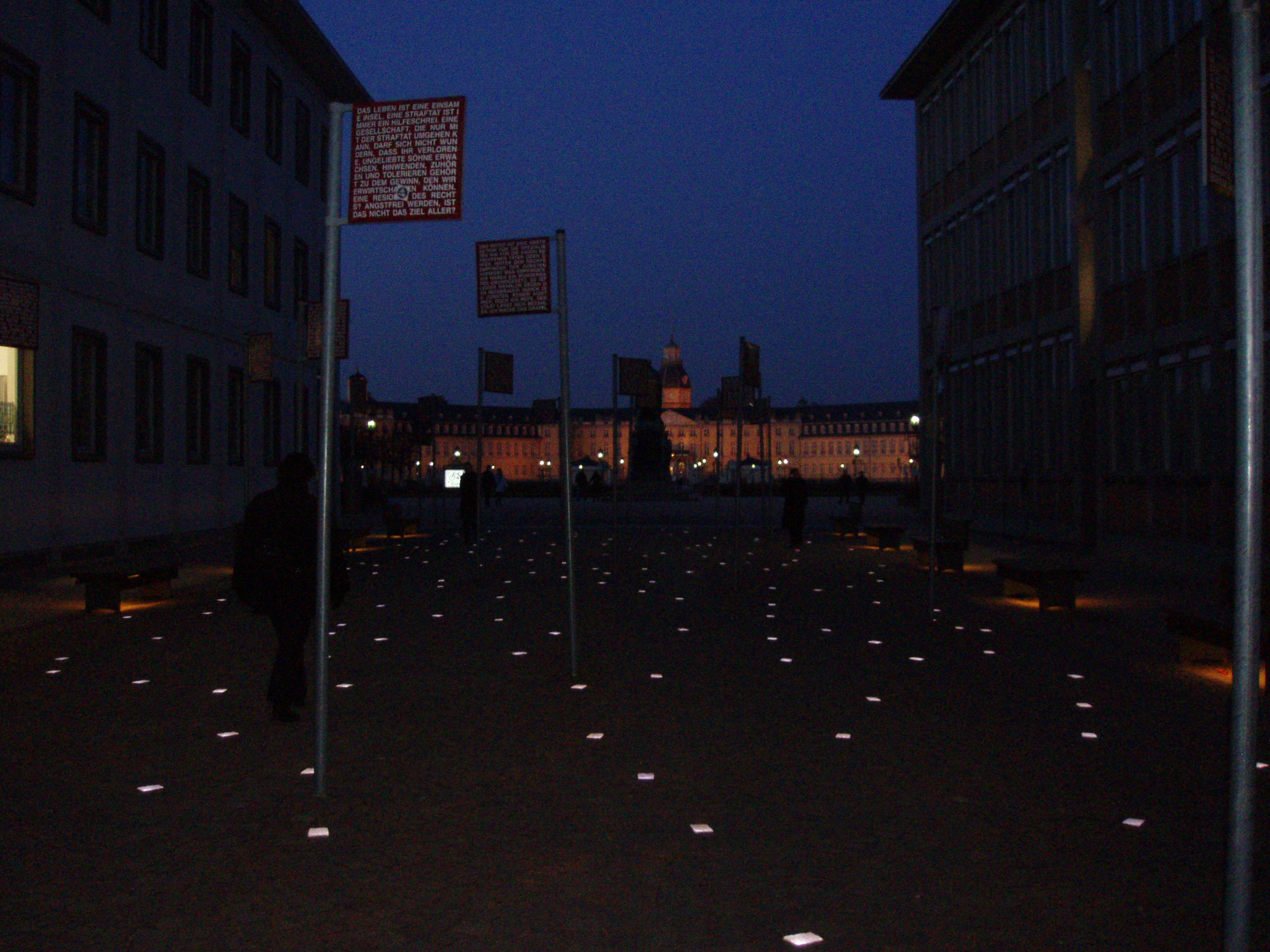
Platz der Grundrechte bei Nacht

Ausgangspunkt für den „Platz der Grundrechte“ war der Wunsch der Stadt Karlsruhe, die eigene Beziehung zum Recht als Standort zahlreicher nationaler, regionaler und städtischer Gerichte, vor allem des Bundesverfassungsgerichtes (BVerfG) zu thematisieren und sichtbar zu machen. Jochen Gerz stellte im ersten Teil der Arbeit der Präsidentin des BVerfG Jutta Limbach und anderen Juristen, aber auch prominenten Bürgern der Stadt Fragen über den Beitrag des Rechts zur Gesellschaft. Danach wandte er sich mit seinen Fragen an Bürger, die mit dem Gesetz in Konflikt geraten und verurteilt worden waren. Sie beantworteten die Frage des Künstlers nach dem Unrecht. So entstanden zweimal 24 Aussagen. Je eine Antwort der beiden befragten Gruppen wurde auf die Vorder- und Rückseite eines Straßenschilds emailliert. Realisiert wurden insgesamt 24 Schilder mit 48 Aussagen zum Recht und Unrecht, jedes auf einen Metallpfosten montiert. Am 2. Oktober 2005 wurde der neue Platz der Grundrechte zwischen Marktplatz und Schlossplatz in der Karlsruher Innenstadt eingeweiht. Eine zweite, dezentrale Version des Platzes ist an 24 von Bürgern ausgewählten Standorten über die Stadt verstreut.

### 2-3 Straßen. Eine Ausstellung in Städten des Ruhrgebiets (2008–11)
Im Rahmen der europäischen Kulturhauptstadt RUHR.2010 lud Jochen Gerz Kreative aus Deutschland, Europa und Übersee ein, ein Jahr mietfrei im Ruhrgebiet zu leben. Die Städte Duisburg, Dortmund und Mülheim an der Ruhr stellten dafür in drei „normalen Straßen ohne Besonderheiten“ 58 sanierte Wohnungen für insgesamt 78 Teilnehmer zur Verfügung. Die Straßen lagen in Quartieren mit Leerstand, Migration und Arbeitslosigkeit. Ziel der einjährigen Ausstellung 2-3 Straßen war die Veränderung der betreffenden Straßen sowie die Veröffentlichung eines Buches, welches von 887 Autoren, den alten und neuen Bewohnern, aber auch den Besuchern der Arbeit in den Straßen gemeinsam in 16 Sprachen auf 3000 Seiten geschrieben wurde. Das Motto der Ausstellung lautete: "Wir schreiben… und am Ende wird meine Straße nicht mehr die gleiche sein." Die Arbeit endete nach einem Jahr am 31. Dezember 2010, doch die Hälfte der Teilnehmer von „2-3 Straßen“ am Dortmunder Borsigplatz entschied sich zusammenzubleiben und setzt seither die Arbeit in der Straße aus eigener Initiative unter dem Namen „Borsig11“ fort.

### Platz des europäischen Versprechens, Bochum (2004–15)

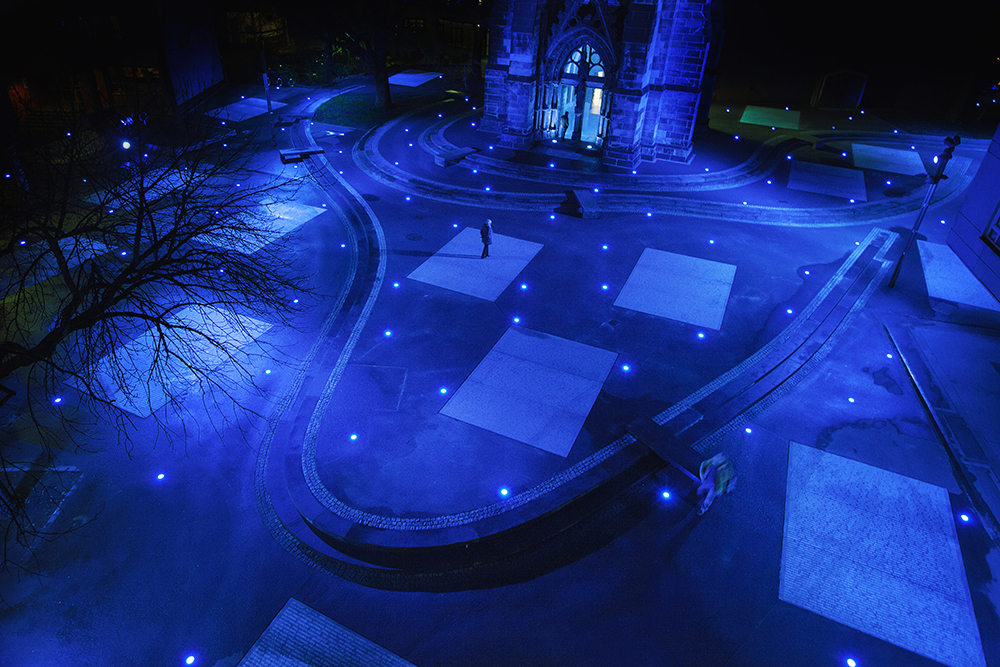
Platz des europäischen Versprechens, Bochum 2015

Ebenfalls als Teil der europäischen Kulturhauptstadt RUHR.2010 entstand seit 2004 im Auftrag der Stadt Bochum der "Platz des europäischen Versprechens". Er befindet sich in unmittelbarer Nähe zum Rathaus im Zentrum der Stadt. Die Teilnehmer waren eingeladen, sich und Europa ein persönliches Versprechen zu geben, das unveröffentlicht bleibt. Anstelle der Versprechen füllen Namen aus ganz Europa den Platz vor der Christuskirche, von der nur der Turm mit dem überraschenden Mosaik der 28 „Feindstaaten Deutschlands“ von 1931 (England, Frankreich, USA, Polen, Russland, China, …) den Krieg überstand. Insgesamt 14.726 Namen konnte der "Platz des europäischen Versprechens" aufnehmen, bis er elf Jahre nach Beginn der Arbeit am 11. Dezember 2015 der Öffentlichkeit übergeben wurde.

## Rezeption
„Künstler“, so Georg Jappe bereits 1977, „halten Jochen Gerz gern für einen Literaten, sie vermissen Materialität und Form; Literaten halten Jochen Gerz gern für einen Künstler, sie vermissen Inhalt, Ordnungskategorien, Stil.“ Auffallend ist, dass Jochen Gerz selbst unter Kennern seiner Arbeit gelegentlich Verwirrung und Irritationen auslöst. So beendet Jappe seine Besprechung von Gerz' "Das zweite Buch – Die Zeit der Beschreibung" mit den Worten: "Dies durchlesend stelle ich fest, dass es mir vermutlich nicht gelungen ist, Jochen Gerz näherzubringen. Was ihm auch nicht entspräche." Die Werke entziehen sich und schaffen einen Raum, den nur der Rezipient selbst ausfüllen kann. „In den Arbeiten Jochen Gerz’ schlägt sich, wie sonst nirgendwo in einem Werkkomplex zeitgenössischer Kunst, erkenntnistheoretischer Zweifel an der jeweils allein sinnstiftenden Kraft von Bild und Text nieder. Seine Installationen machen deutlich, wie sehr Bilder ihre Sinnfelder durch Texte und Sätze ihren Assoziationsreichtum durch Bilder zuallererst erhalten und zugleich fortwährend wechseln und relativieren.“
Die Arbeiten im öffentlichen Raum werden häufig kontrovers diskutiert. Vor allem die partizipatorischen Projekte sind oft unvorhersehbare soziale „Verhandlungen“, in denen sich nicht nur die Kunstwelt, sondern die Gesellschaft insgesamt spiegelt, wie im Fall des Harburger „Mahnmals gegen Faschismus“. Die Öffentlichkeit ist Bestandteil des Kunstwerks. Die Rezeption findet dabei häufig sowohl innerhalb als außerhalb des Kunstkontextes statt und verschafft der Kunst zivilgesellschaftliche oder politische Relevanz. Vor allem mit den Autorenprojekten im öffentlichen Raum wird der Betrachter in seiner passiven Rolle hinterfragt. Die Emanzipation des Betrachters, die Überschreitung der Rezeption, die Teilnahme wird zur Voraussetzung, denn die oft Jahre dauernden Entstehungsprozesse sind auf öffentliche Autorschaft angewiesen. „In einer demokratischen Gesellschaft kann es keinen Platz für den bloßen Zuschauer geben“, sagt Jochen Gerz. Und: „Die Teilung der Welt in Künstler und Betrachter gefährdet die Demokratie.“

## Auszeichnungen und Preise
- 1978: Preis der Glockengießergasse, Köln
- 1980: Preis der Videonale, Bonn
- 1990: Rolandpreis für Kunst im öffentlichen Raum (für das Harburger Mahnmal gegen Faschismus)
- 1995: Deutscher Kritikerpreis  (Bildende Kunst)
- 1996: Ordre National du Mérite, Paris
- 1996: Peter-Weiss-Preis der Stadt Bochum
- 1998: Grand Prix National des Arts Plastiques, Paris
- 1999: Preis der Helmut-Kraft-Stiftung, Stuttgart
- 1999: Artistic Contribution Award, Montréal
- 2002: Prix Evens, Paris
- 2005: Aus gegebenem Anlass, Hannover
- 2011: Sonderpreis der Montag Stiftung Kunst und Gesellschaft, Faktor Kunst, Bonn

## Texte von Jochen Gerz (Auswahl)
- Footing. Paris/Gießen 1968.
- Annoncenteil. Arbeiten auf/mit Papier. Luchterhand Verlag, Neuwied 1971.
- Die Beschreibung des Papiers. Darmstadt/Neuwied 1973.
- Die Zeit der Beschreibung. Klaus Ramm, Lichtenberg 1974 (1983).
- Die Schwierigkeit des Zentaurs beim vom Pferd steigen. 1976.
- als Hrsg. mit Francis Levy: EXIT/Das Dachau-Projekt. Roter Stern Verlag, Frankfurt 1978.
- Die Ausmessung des Papiers. In: AQ 13. 1973.[53]
- Le Grand Amour. 1980.
- De l’amour: (fictions). AQ-Verlag, Dudweiler 1982.
- Von der Kunst / De l’art. AQ-Verlag, Dudweiler 1985.
- Texte. Herausgegeben von Erich Franz. Bielefeld 1985.
- Daran denken. Texte in Arbeiten 1980–1996. Düsseldorf 1997.
- Drinnen vor der Tür. Reden an Studenten. Herausgegeben von Hans Belting. Ostfildern 1999.

## Texte über Jochen Gerz (Auswahl)
- Angeli Janhsen: Jochen Gerz, in: Neue Kunst als Katalysator, Reimer Verlag, Berlin 2012, S. 82–93. ISBN 978-3-496-01459-1
- Ulrich Raschke: Einweg-Buch. Frankfurter Allgemeine Zeitung, 13. November 1971.
- Georges Schlocker: Ein Museum wird ausgestellt. Deutsches Allg. Sonntagsblatt, Hamburg, 25. Mai 1975.
- Gottfried Knapp: Peinliche, peinigende Doppeldeutigkeit. Süddeutsche Zeitung, München, 12. Oktober 1977.
- Georg Jappe: Die Unsichtbarkeit des Wirklichen. Die Zeit, Hamburg, 5. August 1977.
- Jürgen Hohmeyer: AIs wenn es gar nicht geschrieben wäre. Kat. J. G., Kestner-Gesellschaft, Hannover 1978.
- Herbert Molderings: „Foto/Texte von Jochen Gerz“, in: Jochen Gerz. Foto/Texte 1975–1978, Ausst.-Kat. Kestner-Gesellschaft Hannover, 1978
- Petra Kipphoff: Trau keinem Bild. Die Zeit, Hamburg, 15. September 1978.
- Amine Haase: Eine Kluft trennt das Leben von der Kunst. Kölner Stadtanzeiger, 9./10. Februar 1980.
- Rudolf Krämer-Badoni: Der Künstler als Lorelei. Die Welt, Hamburg, 5. Februar 1980.
- Interview mit Kirsten Martins. "Performance – Eine andere Dimension", Kat. Künstlerhaus Bethanien, Berlin 1983. ISBN 3-88725-056-7
- Karlheinz Nowald: Griechische Stücke, Kulchor Pieces. Kat. Wilhelm-Hack-Museum, Ludwigshafen; Heidelberger Kunstverein 1984.
- Herbert Molderings: Das Leben ist keine Performance. Performance bei Jochen Gerz. In: Modernität und Tradition. Festschrift für Max Imdahl zum 60. Geburtstag, hg. von Gottfried Boehm, Karlheinz Stierle, Gundolf Winter, München 1985, S. 197–207. ISBN 3-7705-2318-0
- Interview mit Jean Francois Chevrier. Galeries Magazine, Paris Juni/Juli 1989, o. S.
- Detlef Bluemler: Weitermachen gegen das Aufhören. In: Künstler. Kritisches Lexikon der Gegenwartskunst, Ausgabe 6, München 1989.
- Doris von Drateln: Im Zweifel schwebend. Die Zeit (Hamburg), Nr. 45, 4. November 1990.
- Günter Metken: Die Kunst des Verschwindens. Merkur, Deutsche Zeitschrift für europäisches Denken (Stuttgart), Nr. 534, Juni 1994.
- Rosi Huhn: Das Problem der Entsorgung in Kunst und Kulture als Passage zum Positiven Barbarentum / Le Problème du traitement des résidus dans l'art et dans la culture, en tant que passage vers une 'Barbarie Positive': Passages [D']après / Passagen. Nach Walter Benjamin. Verlag Herman Schmidt, Mainz 1992.
- Robert Fleck: In einer Welt voll Bilder ist die Kunst unsichtbar. Art (Hamburg), Nr. 1–2, 1995.
- Harald Fricke: Die Zeit der Schlachtordnung ist vorbei. Die Tageszeitung (Berlin), 17. Juli 1996.
- Eleonora Louis, Mechtild Widrich: Die Gelassenheit des Verräters. Zu Jochen Gerz‘ Foto/Text Arbeiten. In: Jochen Gerz. Daran Denken, Verlag Richter Düsseldorf, 1997.
- Theo Rommerskirchen: Jochen Gerz. In: viva signatur si! Remagen-Rolandseck 2005. ISBN 3-926943-85-8
- Hermann Pfütze: Der Auftrag – oder wie entsteht Kunstbedarf? In: Jochen Gerz: „Platz der Grundrechte Karlsruhe“, Verlag für moderne Kunst, Nürnberg 2006, S. 106–121, ISBN 3-938821-30-2
- Cornelia Tomberger: Das Gegendenkmal: Avantgardekunst, Geschichtspolitik und Geschlecht in der bundesdeutschen Erinnerungskultur, transcript-Verlag, Bielefeld 2007, ISBN 978-3-89942-774-5
- A.B. Meadows: Jochen Gerz: Creative Stimulator of Participatory Art, in: Art in Society, Issue # 10 http://www.art-in-society.de/AS10/Gerz/ABM%282%29OnJGerz.html
- James E. Young: The Texture of Memory. Holocaust Memorials and Meaning. New Haven: Yale University Press, 1993, S. 27–37
- James E. Young: Nach-Bilder des Holocaust in zeitgenössischer Kunst und Architektur. Übersetzung Ekkehard Knörer. Hamburg : Hamburger Edition, 2002 ISBN 3-930908-70-0, S. 142–177
- Werner Frenz (Hrsg.): Jochen Gerz – Arbeit mit der Öffentlichkeit 63 Jahre danach. Wien: Verlag für Moderne Kunst, 2016 ISBN 978-3-903004-95-5
- Mechtild Widrich: Performative Monuments. The Rematerialisation of Public Art. Manchester: Manchester University Press, 2014. ISBN 978-0-7190-9591-7.

## Filme über Jochen Gerz (Auswahl)
- Der linkshändige Film, Robert Quitta, Paris 1981
- Vivre, Joel Bartolomeo, Centre Pompidou, Paris 1994
- Le monument Vivant de Biron, Marlene Apman, Strasbourg 1996, in: ARTE – Metropolis, 3. Juli 1996
- Jochen Gerz im Museum Wiesbaden, Wolfram Cornelissen, Mainz 1997, in: ZDF Aspekte, 23. Mai 1997
- Jochen Gerz. Your Art, Peter Schwerfel, Mainz 1998, in: 3sat, 11. Juli 1998
- Nach Vollzug – Ein Film über "Die Berliner Ermittlung" von Jochen Gerz und Esther Shalev-Gerz. Dokumentation, 60 Min., Regie: Christoph Rüter, 1998. Inhaltsangabe bei Christoph Rüter Filmproduktion.
- Les Mots de Paris, Anne Frese, Chanel Seguin, Paris 2000
- Die schönsten Bilder sind die unsichtbaren. Der Künstler Jochen Gerz, Benjamin Hensler, Mainz 2010, in: 3SAT, 3. April 2010
- Jochen Gerz talks to Claire Doherty, Bristol 2015, in: Public Art (Now), Situation programme, thisistomorrow.info, 9. März 2015. https://www.youtube.com/watch?v=udYLwVtNg_k

## Ausstellungskataloge/Dokumentationen (Auswahl)
- Jochen Gerz: Foto, Texte, The French Wall & Stücke, Badischer Kunstverein, Karlsruhe 1975.
- Jochen Gerz: Die Schwierigkeiten des Zentaurs beim vom Pferd steigen, Kunstraum München 1976.
- Jochen Gerz: Exit / Das Dachau Projekt, Frankfurt 1978.
- Jochen Gerz: The Fuji-Yama-Series, Dudweiler 1981.
- Jochen Gerz: Le grand amour, Dudweiler 1982.
- Jochen Gerz: Griechische Stücke / Kulchur Pieces, Ludwigshafen 1984.
- Jochen Gerz: La Chasse / The Strip, Kunstraum München 1986.
- Jochen Gerz: Œuvres sur papier photographique 1983–86, Musée des Beaux-Arts de Calais 1986.
- Jochen Gerz, Ausstellungskatalog Kunstsammlung Nordrhein-Westfalen, Düsseldorf 1988.
- Jochen Gerz: Life after humanism, Stuttgart 1992.
- Jochen Gerz: 2146 Steine – Mahnmal gegen Rassismus, Ostfildern 1993.
- Jochen Gerz und Esther Shalev-Gerz: Das Harburger Mahnmal gegen Faschismus, Ostfildern 1994.
- Jochen Gerz: Die Bremer Befragung: sine somno nihil, 1990–95. Ostfildern 1995.
- Jochen Gerz: Gegenwart der Kunst, Regensburg 1996.
- Jochen Gerz: Get out of my lies, Wiesbaden 1997.
- Jochen Gerz: Res Publica. Das öffentliche Werk 1968–1999, Ostfildern 1999.
- Jochen Gerz: Werkverzeichnis Bd. I-IV, Nürnberg 1999/2011.
- Jochen Gerz: Das Geld, die Liebe, der Tod, die Freiheit, Jena 2001.
- Jochen Gerz: Der Wettbewerb, Köln 2004.
- Jochen Gerz: Die Anthologie der Kunst, hg. v. Marion Hohlfeldt, Köln 2004.
- Jochen Gerz: Platz der Grundrechte. Ein Autorenprojekt, Nürnberg 2006.
- Jochen Gerz: Salviamo la luna, hg. v. Matteo Balduzzi, Milano 2008.
- Jochen Gerz: 2-3 Straßen TEXT / 2-3 Straßen MAKING OF, Köln 2011.